# Relaciones España-Dinamarca
Las relaciones Dinamarca-España son las relaciones exteriores entre Dinamarca y España. Estados miembros de la Unión Europea (UE), ambos forman parte del espacio Schengen. Son también miembros de la Organización del Tratado del Atlántico Norte (OTAN).
Dinamarca y España han compartido lazos históricos, como el origen del Dannebrog o la Expedición española a Dinamarca, aparte de un cordial intercambio cultural y comercial entre ambos países. Además, Sofía de Grecia comparte el título de Dinamarca.

## Comercio
España es el 12º de país al que más exporta Dinamarca. En 2019, la exportación a España fue de más de mil seiscientos millones de euros. Estas exportaciones a España incluyes medicina, maquinaria industrial y muebles.

## Misiones diplomáticas
- Dinamarca tiene una embajada en Madrid.[4]
- España tiene una embajada en Copenhague.[5]